# Кмиты
Кмиты (пол. Kmitowie) — старинный польский и белорусский шляхетский род герба Шренява, известный с XIV века.
Родовое имение Кмитов находилось в замке в Вишнице. Следующие Кмиты получили земли в Пшемысльских предгорьях и Бещадах под конец XIV века. В качестве родового имения выбрали замок Собень, а после того как он был разрушен венгерским войском князя Ракоци, перенесли имение в Леско. Замок Собень окончательно превратился в руины после упадка Барской конфедерации. Кмиты основывали множество деревень, перемещаясь в горы Сана и его притоков. Уже в начале XV века основали Солино и Райское, в середине XV века — Творильно и Ступосаны, Загуже, Яворник Польский, а под конец XVI века были владельцами 60 бещадских деревень, в том числе Ветлины, Берегов Горных, Устриков Горных и Сянок.
Основная линия рода вымерла в XVI веке.

## Представители рода Кмитов
- Ян Кмита (ум. 1376) — староста краковский
- Пётр Кмита (ум. 1409) — воевода краковский, сын Яна Кмиты
- Пётр Лунак Кмита (ум. 1430) — подчаший Сандомирский, сын Петра
- Климент Кмита (1421) герба Щренява из Жмигруда — староста Саночский
- София Кмита (Жешувская) (1430—1448) — жена Петра Лунака Кмиты
- Ян Кмита (ум. 1450) — монах чешско-польских францисканцев
- Ян Кмита «Носек» (ум. 1458/1460) — кастелян Львовский, ранее Пшемысльский
- Добеслав Кмита (ум. 1478) — воевода Сандомирский, ранее — Любецкий, брат Яна (ум. 1458/60) кастеляна
- Андрей Кмита (ум. 1494) лат. Andreas Kmita de Wisnicze, frater germanus Petri Capitanei Scepusiensis et Stanislai, 1487, — староста Белзовский и Бечевский, королевский придворный, сын Яна Кмиты (ум. 1458/60) кастеляна
- Пётр Кмита (1442—1505) — воевода краковский, маршал коронный, сын Яна (ум. 1458/60) кастеляна, брат Андрея и Станислава
- Станисав Кмита (ок. 1450—1511) — воевода Русский, кастелян Саночский, брат Андрея
- Пётр Кмита Собенский (1477—1553) — воевода краковский, великий маршал коронный, староста Спишский (1522—1553)
- Барбара Кмита (из Гербуртов) — жена Петра Кмиты
- Walenty Kmita — Valentino Kmitha de Wolia burgrabio arcis Cracoviensis, heredi in Sadowie et Bethkowicze (1574)
- Ян Кмита (1517—1588) — писарь земский краковский, посол
- Ян Ахаци Кмита (ум. ок. 1628) — поэт; возможно, мещанин, выдающий себя за представителя рода Кмитов